# Tirosina-tRNA ligasi
La tirosina-tRNA ligasi è un enzima, appartenente alla classe delle ligasi, che catalizza la seguente reazione:
ATP + L-tirosina + tRNATyr = AMP + difosfato + L-tirosil-tRNATyr